# 2012 у музиці
Ця стаття присвячена музичним подіям 2012 року.

## Події
- 54 церемонія Нагороди Ґреммі
- Євробачення Юних Музикантів 2012;
- Пісенний конкурс Євробачення 2012;

## Музичні альбоми
| Дата         | Виконавець      | Назва альбому                             |
| ------------ | --------------- | ----------------------------------------- |
| 24 січня     | Келлі Піклер    | 100 Proof                                 |
| 24 січня     | Young Buck      | Live Loyal Die Rich                       |
| 26 березня   | E-40            | The Block Brochure: Welcome to the Soil 1 |
| 26 березня   | Мадонна         | MDNA                                      |
| 30 березня   | Noize MC        | Новий альбом                              |
| 1 квітня     | Моноліт         | Ласкава отрута P.S.                       |
| 3 квітня     | Обі Трайс       | Bottoms Up                                |
| 5 квітня     | Game            | California Republic                       |
| 25 квітня    | Marilyn Manson  | Born Villain                              |
| 1 травня     | Керрі Андервуд  | Blown Away                                |
| 29 травня    | Хуанес          | Хуанес MTV Unplugged                      |
| 26 червня    | The Offspring   | Days Go By                                |
| 25 вересня   | Green Day       | ¡Uno!                                     |
| 3 жовтня     | Ванесса Аморозі | V                                         |
| 15 жовтня    | Леона Льюїс     | Glassheart                                |
| 11 листопада | Green Day       | ¡Dos!                                     |
| 7 грудня     | Green Day       | ¡Tré!                                     |

## Засновані колективи
- BtoB
- EXID
- EXO

- Flying Colors
- NU'EST
- TAHITI
- VIXX

## Колективи, які розпалися
- Elis;
- Jet;
- Westlife.